# Geschichtswissenschaftler in Mitteldeutschland
Geschichtswissenschaftler in Mitteldeutschland ist ein Nachschlagewerk zu Historikern der DDR aus dem Jahr 1965.

## Entstehung
1957 gründete Hans Lades an der Universität Erlangen den  Arbeitskreis „Collegia Politica“. In Hamburg leitete Albrecht Timm eine Zweigstelle. Ziel dieser Veröffentlichung sollte, aufgrund der negativen Erfahrung 1960 auf dem Stockholmer Internationalen Historiker-Kongress, es sein, die jüngeren Historiker der DDR ihren westdeutschen Kollegen vorzustellen. Das Vorwort schließt mit dem Satz: „So wenig sich Fakten im wissenschaftlichen Bereich ignorieren lassen, sollten im ‚gesamtdeutschen Gespräch‘ Personen ignoriert werden.“

## Inhalt
Das Buch enthält 219 Kurzbiografien („vornehmlich jüngere Historiker“), darunter 17 von Historikerinnen, angefangen mit Alfred Anderle bis Gerhard Zschäbitz. Es werden Geburtsdaten, akademische Grade, Mitgliedschaften in wissenschaftlichen Gremien sowie Auszeichnungen erwähnt. Erfasst wurden die Dissertations- und Habilitationsarbeiten sowie eine Auswahl von Monografien, Zeitschriftenaufsätze und Rezensionen „vornehmlich westdeutscher Publikationen“. Der Band enthält ein Vorwort (S. 5–6) und ein Verzeichnis der Abkürzungen (S. 100).

## Ausgabe
- Collegium Politicum an der Universität Hamburg, Arbeitsgruppe Historiographie (Hrsg.): Geschichtswissenschaftler in Mitteldeutschland. Ferd. Dümmlers Verlag, Bonn u. a. 1965 (Druck: Grenzland-Druckerei Rock & Co). (DNB 451513835)